# Torneos ATP en 1994
Aquí se reflejan todos los torneos de la ATP disputados durante la temporada tenística de 1994. Aparecen ordenados según su categoría, y en orden de disputa, figurando a su vez el tenista ganador del torneo y el progreso de los jugadores en cada torneo a partir de los cuartos de final. Además se indica para cada torneo el importe económico para premios, la superficie en la que se juega y el número de tenistas participantes.

## Calendario

### Claves
| Grand Slam                          |
| ATP Tour World Championships        |
| ATP Championship Series, una semana |
| ATP Championship Series             |
| Series Mundiales                    |
| Torneos por equipos                 |

### Enero
| Semana                  | Torneo                                                                                            | Campeones                                          | Finalistas                      | Semifinalistas                    | Cuartos de final                                                    |
| ----------------------- | ------------------------------------------------------------------------------------------------- | -------------------------------------------------- | ------------------------------- | --------------------------------- | ------------------------------------------------------------------- |
| 3 de enero              | Copa Hopman Perth, Australia Campeonato Mixto por equipos ITF Dura – 8 equipos                    | República Checa · 2–1                              | Alemania                        | Australia · Austria               | Suiza · Francia · España · Estados Unidos                           |
| 3 de enero              | Campeonato Australiano Masculino de Pista Dura Adelaida, Australia Series Mundiales 288,750$ Dura | Yevgeny Kafelnikov 6–4, 6–3                        | Alexander Volkov                | Patrick Rafter Nicklas Kulti      | Grant Stafford David Rikl Kenneth Carlsen Guillaume Raoux           |
| 3 de enero              | Campeonato Australiano Masculino de Pista Dura Adelaida, Australia Series Mundiales 288,750$ Dura | Mark Kratzmann Andrew Kratzmann 6–4, 7–5           | David Adams Byron Black         | Patrick Rafter Nicklas Kulti      | Grant Stafford David Rikl Kenneth Carlsen Guillaume Raoux           |
| 3 de enero              | Abierto de Qatar Doha, Catar Series Mundiales 500,000$ Dura                                       | Stefan Edberg 6–3, 6–2                             | Paul Haarhuis                   | Goran Ivanišević Gilbert Schaller | Andrei Olhovskiy Stefano Pescosolido Henri Leconte Ronald Agénor    |
| 3 de enero              | Abierto de Qatar Doha, Catar Series Mundiales 500,000$ Dura                                       | Olivier Delaître Stéphane Simian 6–3, 6–3          | Shelby Cannon Byron Talbot      | Goran Ivanišević Gilbert Schaller | Andrei Olhovskiy Stefano Pescosolido Henri Leconte Ronald Agénor    |
| 3 de enero              | Abierto de Oahu Oahu, Hawaii, Estados Unidos Series Mundiales 288,750$ Dura                       | Wayne Ferreira 6–4, 6–7(3–7), 6–1                  | Richey Reneberg                 | Jonathan Stark Robbie Weiss       | Patrick McEnroe Brad Gilbert Jimmy Arias Renzo Furlan               |
| 3 de enero              | Abierto de Oahu Oahu, Hawaii, Estados Unidos Series Mundiales 288,750$ Dura                       | Tom Nijssen Cyril Suk 6–4, 6–4                     | Alex O'Brien Jonathan Stark     | Jonathan Stark Robbie Weiss       | Patrick McEnroe Brad Gilbert Jimmy Arias Renzo Furlan               |
| 10 de enero             | Benson and Hedges Open Auckland, Nueva Zelanda Series Mundiales 288,750$ Dura                     | Magnus Gustafsson 6–4, 6–0                         | Patrick McEnroe                 | Thomas Enqvist Karsten Braasch    | Tomás Carbonell Brett Steven Marcos Ondruska Jakob Hlasek           |
| 10 de enero             | Benson and Hedges Open Auckland, Nueva Zelanda Series Mundiales 288,750$ Dura                     | Patrick McEnroe Jared Palmer 6–2, 4–6, 6–4         | Grant Connell Patrick Galbraith | Thomas Enqvist Karsten Braasch    | Tomás Carbonell Brett Steven Marcos Ondruska Jakob Hlasek           |
| 10 de enero             | Sydney Outdoors Sídney, Australia Series Mundiales 288,750$ Dura                                  | Pete Sampras 7–6(7–5), 6–4                         | Ivan Lendl                      | Petr Korda Todd Martin            | Aaron Krickstein Daniel Vacek Nicklas Kulti Richey Reneberg         |
| 10 de enero             | Sydney Outdoors Sídney, Australia Series Mundiales 288,750$ Dura                                  | Darren Cahill Sandon Stolle' 6–1, 7–6              | Mark Kratzmann Laurie Warder    | Petr Korda Todd Martin            | Aaron Krickstein Daniel Vacek Nicklas Kulti Richey Reneberg         |
| 10 de enero             | Abierto de Indonesia Jakarta, Indonesia Series Mundiales 288,750$ Dura                            | Michael Chang 6–3, 6–3                             | David Rikl                      | Younes El Aynaoui Maurice Ruah    | Robbie Weiss Bing Chao Lin Karim Alami Jean-Philippe Fleurian       |
| 10 de enero             | Abierto de Indonesia Jakarta, Indonesia Series Mundiales 288,750$ Dura                            | Jonas Björkman Neil Borwick 6–4, 6–1               | Jorge Lozano Jim Pugh           | Younes El Aynaoui Maurice Ruah    | Robbie Weiss Bing Chao Lin Karim Alami Jean-Philippe Fleurian       |
| 17 de enero 30 de enero | Abierto de Australia Melbourne, Australia Grand Slam 2,646,694$ Dura                              | Pete Sampras 7–6(7–4), 6–4, 6–4                    | Todd Martin                     | Jim Courier Stefan Edberg         | Magnus Gustafsson Goran Ivanišević Thomas Muster MaliVai Washington |
| 17 de enero 30 de enero | Abierto de Australia Melbourne, Australia Grand Slam 2,646,694$ Dura                              | Jacco Eltingh Paul Haarhuis 6–7, 6–3, 6–4, 6–3     | Byron Black Jonathan Stark      | Jim Courier Stefan Edberg         | Magnus Gustafsson Goran Ivanišević Thomas Muster MaliVai Washington |
| 17 de enero 30 de enero | Abierto de Australia Melbourne, Australia Grand Slam 2,646,694$ Dura                              | Larisa Neiland Andrei Olhovskiy 7–5, 6–7(0–7), 6–2 | Helena Suková Todd Woodbridge   | Jim Courier Stefan Edberg         | Magnus Gustafsson Goran Ivanišević Thomas Muster MaliVai Washington |
| 31 de enero             | Torneo de Dubái Dubái, Emiratos Árabes Unidos Series Mundiales ATP 1,013,750$ Dura                | Magnus Gustafsson 6–4, 6–2                         | Sergi Bruguera                  | Wayne Ferreira Alexander Volkov   | Marc-Kevin Goellner Petr Korda Ivan Lendl Henrik Holm               |
| 31 de enero             | Torneo de Dubái Dubái, Emiratos Árabes Unidos Series Mundiales ATP 1,013,750$ Dura                | Todd Woodbridge Mark Woodforde 6–7, 6–4, 6–2       | Darren Cahill John Fitzgerald   | Wayne Ferreira Alexander Volkov   | Marc-Kevin Goellner Petr Korda Ivan Lendl Henrik Holm               |
| 31 de enero             | Open 13 Marsella, Francia Series Mundiales ATP 513,750$ Dura                                      | Marc Rosset 7–6(8–6), 7–6(7–4)                     | Arnaud Boetsch                  | Michael Stich Diego Nargiso       | Jonas Björkman David Rikl Henri Leconte Tomás Carbonell             |
| 31 de enero             | Open 13 Marsella, Francia Series Mundiales ATP 513,750$ Dura                                      | Jan Siemerink Daniel Vacek 6–7, 6–4, 6–1           | Martin Damm Yevgeny Kafelnikov  | Michael Stich Diego Nargiso       | Jonas Björkman David Rikl Henri Leconte Tomás Carbonell             |
| 31 de enero             | Sybase Open San José, EE. UU. Series Mundiales ATP 288,750$ Dura                                  | Renzo Furlan 3–6, 6–3, 7–5                         | Michael Chang                   | Karsten Braasch Richey Reneberg   | Jean-Philippe Fleurian Bryan Shelton Jeff Tarango Brian MacPhie     |
| 31 de enero             | Sybase Open San José, EE. UU. Series Mundiales ATP 288,750$ Dura                                  | Rick Leach Jared Palmer 4–6, 6–4, 6–4              | Byron Black Jonathan Stark      | Karsten Braasch Richey Reneberg   | Jean-Philippe Fleurian Bryan Shelton Jeff Tarango Brian MacPhie     |

### Febrero
| Semana        | Torneo | Campeones                                     | Finalistas                      | Semifinalistas                         | Cuartos de final                                                    |
| ------------- | --- | --------------------------------------------- | ------------------------------- | -------------------------------------- | ------------------------------------------------------------------- |
| 7 de febrero  | Muratti Time Indoor Milán, Italia ATP Championship Series 688,750$ Moqueta                                 | Boris Becker 6–2, 3–6, 6–3                    | Petr Korda                      | Ronald Agénor Sergi Bruguera           | Wally Masur Cédric Pioline Goran Ivanišević Karel Nováček           |
| 7 de febrero  | Muratti Time Indoor Milán, Italia ATP Championship Series 688,750$ Moqueta                                 | Tom Nijssen Cyril Suk 4–6, 7–6, 7–6           | Hendrik Jan Davids Piet Norval  | Ronald Agénor Sergi Bruguera           | Wally Masur Cédric Pioline Goran Ivanišević Karel Nováček           |
| 7 de febrero  | Kroger St. Jude International Memphis, Tennessee, EE. UU. ATP Championship Series 675,000$ Dura            | Todd Martin 6–4, 7–5                          | Brad Gilbert                    | Patrick McEnroe Alex O'Brien           | Jim Courier Thomas Enqvist Karsten Braasch Paul Haarhuis            |
| 7 de febrero  | Kroger St. Jude International Memphis, Tennessee, EE. UU. ATP Championship Series 675,000$ Dura            | Byron Black Jonathan Stark 6–2, 6–4           | Jim Grabb Jared Palmer          | Patrick McEnroe Alex O'Brien           | Jim Courier Thomas Enqvist Karsten Braasch Paul Haarhuis            |
| 14 de febrero | Eurocard Open Stuttgart, Alemania ATP Championship Series 2,125,000$ Moqueta                               | Stefan Edberg 4–6, 6–4, 6–2, 6–2              | Goran Ivanišević                | Boris Becker Sergi Bruguera            | Michael Stich Henri Leconte Magnus Gustafsson Arnaud Boetsch        |
| 14 de febrero | Eurocard Open Stuttgart, Alemania ATP Championship Series 2,125,000$ Moqueta                               | David Adams Andrei Olhovskiy 6–7, 6–4, 7–6    | Grant Connell Patrick Galbraith | Boris Becker Sergi Bruguera            | Michael Stich Henri Leconte Magnus Gustafsson Arnaud Boetsch        |
| 14 de febrero | Comcast U.S. Indoor Filadelfia, EE. UU. ATP Championship Series 588,750$ Moqueta                           | Michael Chang 6–3, 6–2                        | Paul Haarhuis                   | Jaime Yzaga Jim Courier                | Jacco Eltingh Jim Grabb Jonathan Stark Andrei Chesnokov             |
| 14 de febrero | Comcast U.S. Indoor Filadelfia, EE. UU. ATP Championship Series 588,750$ Moqueta                           | Jacco Eltingh Paul Haarhuis 6–3, 6–4          | Jim Grabb Jared Palmer          | Jaime Yzaga Jim Courier                | Jacco Eltingh Jim Grabb Jonathan Stark Andrei Chesnokov             |
| 21 de febrero | Torneo Mundial ABN AMRO Rotterdam, Países Bajos Series Mundiales 575,000$ Moqueta                          | Michael Stich 4–6, 6–3, 6–0                   | Wayne Ferreira                  | Paul Haarhuis Goran Ivanišević         | Rodolphe Gilbert Alexander Volkov Yevgeny Kafelnikov Jonas Svensson |
| 21 de febrero | Torneo Mundial ABN AMRO Rotterdam, Países Bajos Series Mundiales 575,000$ Moqueta                          | Jeremy Bates Jonas Björkman 6–4, 6–1          | Jacco Eltingh Paul Haarhuis     | Paul Haarhuis Goran Ivanišević         | Rodolphe Gilbert Alexander Volkov Yevgeny Kafelnikov Jonas Svensson |
| 21 de febrero | Nuveen Championships Scottsdale, Estados Unidos Series Mundiales ATP 288,750$ Tierra batida                | Andre Agassi 6–4, 6–3                         | Luiz Mattar                     | Karsten Braasch MaliVai Washington     | Jordi Burillo Brad Gilbert Chuck Adams Stefano Pescosolido          |
| 21 de febrero | Nuveen Championships Scottsdale, Estados Unidos Series Mundiales ATP 288,750$ Tierra batida                | Jan Apell Ken Flach 6–0, 6–4                  | Alex O'Brien Sandon Stolle      | Karsten Braasch MaliVai Washington     | Jordi Burillo Brad Gilbert Chuck Adams Stefano Pescosolido          |
| 21 de febrero | Abierto Mexicano Mexico D.F., México Series Mundiales 300,000$ Tierra batida                               | Thomas Muster 6–3, 6–1                        | Roberto Jabali                  | Àlex Corretja Maurice Ruah             | Mark Petchey Slava Doseděl David Rikl Bryan Shelton                 |
| 21 de febrero | Abierto Mexicano Mexico D.F., México Series Mundiales 300,000$ Tierra batida                               | Francisco Montana Bryan Shelton 6–3, 6–4      | Luke Jensen Murphy Jensen       | Àlex Corretja Maurice Ruah             | Mark Petchey Slava Doseděl David Rikl Bryan Shelton                 |
| 27 de febrero | Copa Newsweek Champions Indian Wells, Estados Unidos ATP Championship Series de una semana 1,470,000$ Dura | Pete Sampras 4–6, 6–3, 3–6, 6–3, 6–2          | Petr Korda                      | Stefan Edberg Aaron Krickstein         | Thomas Muster Darren Cahill Alexander Volkov Carlos Costa           |
| 27 de febrero | Copa Newsweek Champions Indian Wells, Estados Unidos ATP Championship Series de una semana 1,470,000$ Dura | Grant Connell Patrick Galbraith 3–6, 6–1, 7–6 | Byron Black Jonathan Stark      | Stefan Edberg Aaron Krickstein         | Thomas Muster Darren Cahill Alexander Volkov Carlos Costa           |
| 27 de febrero | Torneo de Copenhague Copenhague Series Mundiales ATP 188,750$ Moqueta                                      | Yevgeny Kafelnikov 6–3, 7–5                   | Daniel Vacek                    | Alex Antonitsch Jean-Philippe Fleurian | Magnus Gustafsson Patrick Baur Kenneth Carlsen Andrei Olhovskiy     |
| 27 de febrero | Torneo de Copenhague Copenhague Series Mundiales ATP 188,750$ Moqueta                                      | Martin Damm Brett Steven 6–3, 6–4             | David Prinosil Udo Riglewski    | Alex Antonitsch Jean-Philippe Fleurian | Magnus Gustafsson Patrick Baur Kenneth Carlsen Andrei Olhovskiy     |

### Marzo
| Semana      | Torneo | Campeones | Finalistas                                                                                              | Semifinalistas                      | Cuartos de final                                                          |
| ----------- | --- | --- | --- | ----------------------------------- | ------------------------------------------------------------------------- |
| 7 de marzo  | Internacional de Zaragoza Zaragoza, España Series Mundiales 200,000$ Moqueta | Magnus Larsson 6–4, 6–4 | Lars Rehmann                                                                                            | Tomas Nydahl Anders Järryd          | Gianluca Pozzi Yevgeny Kafelnikov Patrik Kühnen David Prinosil            |
| 7 de marzo  | Henrik Holm Anders Järryd 7–5, 6–2 | Martin Damm Karel Nováček | | Tomas Nydahl Anders Järryd          | Gianluca Pozzi Yevgeny Kafelnikov Patrik Kühnen David Prinosil            |
| 7 de marzo  | Lipton Championships Cayo Vizcaíno, Estados Unidos ATP Championship Series de una semana 1,625,000$ Dura | Pete Sampras 5–7, 6–3, 6–3 | Andre Agassi                                                                                            | Jim Courier Patrick Rafter          | Petr Korda Goran Ivanišević Jim Grabb Stefan Edberg                       |
| 7 de marzo  | Lipton Championships Cayo Vizcaíno, Estados Unidos ATP Championship Series de una semana 1,625,000$ Dura | Jacco Eltingh Paul Haarhuis 7–6, 7–6 | Mark Knowles Jared Palmer                                                                               | Jim Courier Patrick Rafter          | Petr Korda Goran Ivanišević Jim Grabb Stefan Edberg                       |
| 14 de marzo | Gran Premio Hassan II Casablanca, Marruecos Series Mundiales ATP 188,750$ Tierra Batida | Renzo Furlan 6–2, 6–2 | Karim Alami                                                                                             | Gilbert Schaller Younes El Aynaoui  | Tomás Carbonell Martin Sinner Dimitri Poliakov Óscar Martínez             |
| 14 de marzo | Gran Premio Hassan II Casablanca, Marruecos Series Mundiales ATP 188,750$ Tierra Batida | David Adams' Menno Oosting 6–3, 6–4 | Cristian Brandi Federico Mordegan                                                                       | Gilbert Schaller Younes El Aynaoui  | Tomás Carbonell Martin Sinner Dimitri Poliakov Óscar Martínez             |
| 21 de marzo | Prmera ronda de Copa Davis Nueva Delhi, India – hierba Eindhoven, Países Bajos – moqueta Lund, Suecia – moqueta (i) Besançon, Francia – Dura Ramat HaSharon, Israel – Dura San Petersburgo, Rusia – Moqueta Madrid, España – Tierra batida Graz, Austria – Tierra batida | Ganadores. Primera ronda Estados Unidos 5–0 · Países Bajos 5–0 · Bélgica 5—0 · Francia 4–1 · República Checa 4–1 · Rusia 4–1 · España 4–1 · Alemania 3–2 | Perdedores. Primera ronda India · Bélgica · Dinamarca · Hungría · Israel · Australia · Italia · Austria |                                     |                                                                           |
| 28 Mar      | Abierto de Salem de Osaka Osaka, Japón Series Mundiales 625,000$ Dura | Pete Sampras 6–2, 6–2 | Lionel Roux                                                                                             | Andre Agassi Henrik Holm            | Guillaume Raoux David Wheaton Aaron Krickstein Michael Chang              |
| 28 Mar      | Abierto de Salem de Osaka Osaka, Japón Series Mundiales 625,000$ Dura | Martin Damm Sandon Stolle 6–4, 6–4 | David Adams Andrei Olhovskiy                                                                            | Andre Agassi Henrik Holm            | Guillaume Raoux David Wheaton Aaron Krickstein Michael Chang              |
| 28 Mar      | Torneo de Estoril Oeiras, Portugal Series Mundiales ATP 500 000$ Tierra Batida | Carlos Costa 4–6, 7–5, 6–4 | Andrei Medvedev                                                                                         | Albert Costa Javier Sánchez Vicario | Sergi Bruguera Andrea Gaudenzi Emilio Sánchez Vicario Alberto Berasategui |
| 28 Mar      | Torneo de Estoril Oeiras, Portugal Series Mundiales ATP 500 000$ Tierra Batida | Cristian Brandi Federico Mordegan Walkover | Richard Krajicek Menno Oosting                                                                          | Albert Costa Javier Sánchez Vicario | Sergi Bruguera Andrea Gaudenzi Emilio Sánchez Vicario Alberto Berasategui |
| 28 Mar      | Abierto de Suráfrica Johanesburgo, Suráfrica Series Mundiales 288,750$ Dura | Markus Zoecke 6–4, 6–1 | Hendrik Dreekmann                                                                                       | Alexander Volkov Jakob Hlasek       | Mark Petchey Marcos Ondruska Thomas Muster Christian Bergström            |
| 28 Mar      | Abierto de Suráfrica Johanesburgo, Suráfrica Series Mundiales 288,750$ Dura | Marius Barnard Brent Haygarth 6–3, 7–5 | Ellis Ferreira Grant Stafford                                                                           | Alexander Volkov Jakob Hlasek       | Mark Petchey Marcos Ondruska Thomas Muster Christian Bergström            |

### Abril
| Semana      | Torneo | Campeones                                          | Finalistas                          | Semifinalistas                   | Cuartos de final                                             |
| ----------- | --- | -------------------------------------------------- | ----------------------------------- | -------------------------------- | ------------------------------------------------------------ |
| 4 de abril  | Torneo Godó Barcelona, España Championship Series 775 000$ Tierra Batida                                             | Richard Krajicek 6–4, 7–6(8–6), 6–2                | Carlos Costa                        | Àlex Corretja Ronald Agénor      | Jordi Arrese Tomás Carbonell Andrea Gaudenzi Sergi Bruguera  |
| 4 de abril  | Torneo Godó Barcelona, España Championship Series 775 000$ Tierra Batida                                             | Yevgeny Kafelnikov David Rikl 5-7, 6–1, 6–4        | Jim Courier Javier Sánchez Vicario  | Àlex Corretja Ronald Agénor      | Jordi Arrese Tomás Carbonell Andrea Gaudenzi Sergi Bruguera  |
| 4 de abril  | Abierto de Japón Toquio, Japón ATP Championship Series 928,750$ Dura                                                 | Pete Sampras 6–4, 6–2                              | Michael Chang                       | Henrik Holm Boris Becker         | Patrick Rafter Ivan Lendl Brad Gilbert David Wheaton         |
| 4 de abril  | Abierto de Japón Toquio, Japón ATP Championship Series 928,750$ Dura                                                 | Henrik Holm Anders Järryd 7–6, 6–1                 | Sébastien Lareau Patrick McEnroe    | Henrik Holm Boris Becker         | Patrick Rafter Ivan Lendl Brad Gilbert David Wheaton         |
| 11 de abril | Abierto de Salem Hong Kong Series Mundiales 295,000$                                                                 | Michael Chang 6–1, 6–3                             | Patrick Rafter                      | Brad Gilbert Ivan Lendl          | Michael Tebbutt Jamie Morgan Martin Damm Greg Rusedski       |
| 11 de abril | Abierto de Salem Hong Kong Series Mundiales 295,000$                                                                 | Jim Grabb Brett Steven Walkover                    | Jonas Björkman Patrick Rafter       | Brad Gilbert Ivan Lendl          | Michael Tebbutt Jamie Morgan Martin Damm Greg Rusedski       |
| 11 de abril | Philips Open Niza, Francia Series Mundiales 288,750$ Tierra Batida                                                   | Alberto Berasategui 6–4, 6–2                       | Jim Courier                         | Slava Doseděl Marc Rosset        | Stefan Edberg Thierry Guardiola Jordi Arrese Wayne Ferreira  |
| 11 de abril | Philips Open Niza, Francia Series Mundiales 288,750$ Tierra Batida                                                   | Javier Sánchez Vicario Mark Woodforde 7–5, 6–3     | Hendrik Jan Davids Piet Norval      | Slava Doseděl Marc Rosset        | Stefan Edberg Thierry Guardiola Jordi Arrese Wayne Ferreira  |
| 11 de abril | Eddleman U.S. Clay Court Championships Birmingham (Alabama), US Series Mndiales 288,350$ Tierra batida               | Jason Stoltenberg 6–3, 6–4                         | Gabriel Markus                      | Marcelo Filippini Jared Palmer   | David Witt Jacco Eltingh Daniel Orsanic José Francisco Altur |
| 11 de abril | Eddleman U.S. Clay Court Championships Birmingham (Alabama), US Series Mndiales 288,350$ Tierra batida               | Richey Reneberg Christo van Rensburg 2–6, 6–3, 6–2 | Brian MacPhie David Witt            | Marcelo Filippini Jared Palmer   | David Witt Jacco Eltingh Daniel Orsanic José Francisco Altur |
| 18 de abril | Masters de Monte Carlo Roquebrune-Cap-Martin, Francia ATP Championship Series de una semana 1,470,000$ Tierra Batida | Andrei Medvedev 7–5, 6–1, 6–3                      | Sergi Bruguera                      | Yevgeny Kafelnikov Stefan Edberg | David Rikl Jim Courier Goran Ivanišević Thomas Muster        |
| 18 de abril | Masters de Monte Carlo Roquebrune-Cap-Martin, Francia ATP Championship Series de una semana 1,470,000$ Tierra Batida | Nicklas Kulti Magnus Larsson 3–6, 7–6, 6–4         | Yevgeny Kafelnikov Daniel Vacek     | Yevgeny Kafelnikov Stefan Edberg | David Rikl Jim Courier Goran Ivanišević Thomas Muster        |
| 18 de abril | Abierto de Seúl Seúl, Coreadel Sur Series Mundiales 188,750$ Dura                                                    | Jeremy Bates 6–4, 6–7(6–8), 6–3                    | Jörn Renzenbrink                    | Jeff Tarango Jan Siemerink       | Markus Zoecke Brett Steven Jamie Morgan Chuck Adams          |
| 18 de abril | Abierto de Seúl Seúl, Coreadel Sur Series Mundiales 188,750$ Dura                                                    | Stéphane Simian Kenny Thorne 6–4, 3–6, 7–5         | Kent Kinnear Sébastien Lareau       | Jeff Tarango Jan Siemerink       | Markus Zoecke Brett Steven Jamie Morgan Chuck Adams          |
| 25 de abril | BMW Open Múnich, Alemania Series Mundiales ATP 400 000$ Tierra Batida                                                | Michael Stich 6–2, 2–6, 6–3                        | Petr Korda                          | Andrei Chesnokov Bernd Karbacher | / Wayne Ferreira David Rikl Magnus Gustafsson Amos Mansdorf  |
| 25 de abril | BMW Open Múnich, Alemania Series Mundiales ATP 400 000$ Tierra Batida                                                | Yevgeny Kafelnikov David Rikl 7–6, 7–5             | Boris Becker Petr Korda             | Andrei Chesnokov Bernd Karbacher | / Wayne Ferreira David Rikl Magnus Gustafsson Amos Mansdorf  |
| 25 de abril | AT&T Challenge Atlanta, EE. UU. Series Mundiales ATP 288,750$ Tierra batida                                          | Michael Chang 6–7(4–7), 7–6(7–4), 6–0              | Todd Martin                         | MaliVai Washington Wade McGuire  | Christian Bergström Andre Agassi Lars Jönsson Mats Wilander  |
| 25 de abril | AT&T Challenge Atlanta, EE. UU. Series Mundiales ATP 288,750$ Tierra batida                                          | Jared Palmer Richey Reneberg 4–6, 7–6, 6–4         | Francisco Montana Jim Pugh          | MaliVai Washington Wade McGuire  | Christian Bergström Andre Agassi Lars Jönsson Mats Wilander  |
| 25 de abril | Trofeo Villa de Madrid Madrid, España Series Mundiales 775,000$ Tierra batida                                        | Thomas Muster 6–2, 3–6, 6–4, 7–5                   | Sergi Bruguera                      | Jaime Yzaga Àlex Corretja        | Stefan Edberg Ivan Lendl Carlos Costa Jakob Hlasek           |
| 25 de abril | Trofeo Villa de Madrid Madrid, España Series Mundiales 775,000$ Tierra batida                                        | Rikard Bergh Menno Oosting 6–3, 6–4                | Jean-Philippe Fleurian Jakob Hlasek | Jaime Yzaga Àlex Corretja        | Stefan Edberg Ivan Lendl Carlos Costa Jakob Hlasek           |

### Mayo
| Semana                | Torneo | Campeones                                    | Finalistas                                | Semifinalistas                       | Cuartos de final                                                |
| --------------------- | --- | -------------------------------------------- | ----------------------------------------- | ------------------------------------ | --------------------------------------------------------------- |
| 2 de mayo             | Abierto de Alemania Panasonic Hamburgo, Alemania Super 9 1,470,000$ Tierra batida                                      | Andrei Medvedev 6–4, 6–4, 3–6, 6–3           | Yevgeny Kafelnikov                        | Michael Stich Javier Sánchez Vicario | Carlos Costa Richard Krajicek Magnus Gustafsson Jacco Eltingh   |
| 2 de mayo             | Abierto de Alemania Panasonic Hamburgo, Alemania Super 9 1,470,000$ Tierra batida                                      | Scott Melville Piet Norval 6–3, 6–4          | Henrik Holm Anders Järryd                 | Michael Stich Javier Sánchez Vicario | Carlos Costa Richard Krajicek Magnus Gustafsson Jacco Eltingh   |
| 2 de mayo             | USTA Clay Court Classic Pinehurst, Carolina del Norte, Estados Unidos Series Mundiales 250,000$ Tierra batida          | Jared Palmer 6–4, 7–6(7–5)                   | Todd Martin                               | Mats Wilander Mark Woodforde         | Fabrice Santoro Vincent Spadea Franco Davín Francisco Clavet    |
| 2 de mayo             | USTA Clay Court Classic Pinehurst, Carolina del Norte, Estados Unidos Series Mundiales 250,000$ Tierra batida          | Todd Woodbridge Mark Woodforde 6–2, 3–6, 6–3 | Jared Palmer Richey Reneberg              | Mats Wilander Mark Woodforde         | Fabrice Santoro Vincent Spadea Franco Davín Francisco Clavet    |
| 9 de mayo             | Internazionali d'Italia Roma, Italia ATP Championship Series de una semana 1,750,000$ Tierra Batida                    | Pete Sampras 6–1, 6–2, 6–2                   | Boris Becker                              | Slava Doseděl Goran Ivanišević       | Andrea Gaudenzi Jim Courier Jacco Eltingh Michael Stich         |
| 9 de mayo             | Internazionali d'Italia Roma, Italia ATP Championship Series de una semana 1,750,000$ Tierra Batida                    | Yevgeny Kafelnikov David Rikl 6–1, 7–5       | Wayne Ferreira Javier Sánchez Vicario     | Slava Doseděl Goran Ivanišević       | Andrea Gaudenzi Jim Courier Jacco Eltingh Michael Stich         |
| 9 de mayo             | America's Red Clay Tennis Championships Coral Springs, Florida, Estados Unidos Series Mundiales 215,000$ Tierra batida | Luiz Mattar 6–4, 3–6, 6–3                    | Jamie Morgan                              | Fernando Meligeni Mark Woodforde     | Jared Palmer Franco Davín Bryan Shelton Ivan Lendl              |
| 9 de mayo             | America's Red Clay Tennis Championships Coral Springs, Florida, Estados Unidos Series Mundiales 215,000$ Tierra batida | Lan Bale Brett Steven 6–3, 7–5               | Ken Flach Stéphane Simian                 | Fernando Meligeni Mark Woodforde     | Jared Palmer Franco Davín Bryan Shelton Ivan Lendl              |
| 16 de mayo            | Copa Mundial por Equipos Düsseldorf, Alemania 1,550,000$ Tierra batida                                                 | Alemania · 2–1                               | España                                    |                                      |                                                                 |
| 16 de mayo            | Internazionali di Carisbo Bolonia, Italia Series Mundailes 288,750$ Tierra Batida                                      | Javier Sánchez Vicario 7–6(7–3), 4–6, 6–3    | Alberto Berasategui                       | Slava Doseděl Stefano Pescosolido    | Federico Mordegan Andrea Gaudenzi Jordi Burillo Jeff Tarango    |
| 16 de mayo            | Internazionali di Carisbo Bolonia, Italia Series Mundailes 288,750$ Tierra Batida                                      | John Fitzgerald Patrick Rafter 6–3, 6–3      | Vojtěch Flégl Andrew Florent              | Slava Doseděl Stefano Pescosolido    | Federico Mordegan Andrea Gaudenzi Jordi Burillo Jeff Tarango    |
| 23 de mayo 5 de junio | Roland Garros París, Francia Grand Slam 4,090,101$ Tierra Batida                                                       | Sergi Bruguera 6–3, 7–5, 2–6, 6–1            | Alberto Berasategui                       | Jim Courier Magnus Larsson           | Pete Sampras Andrei Medvedev Goran Ivanišević Hendrik Dreekmann |
| 23 de mayo 5 de junio | Roland Garros París, Francia Grand Slam 4,090,101$ Tierra Batida                                                       | Byron Black Jonathan Stark 6–4, 7–6          | Jan Apell Jonas Björkman                  | Jim Courier Magnus Larsson           | Pete Sampras Andrei Medvedev Goran Ivanišević Hendrik Dreekmann |
| 23 de mayo 5 de junio | Roland Garros París, Francia Grand Slam 4,090,101$ Tierra Batida                                                       | Kristie Boogert Menno Oosting 7–5, 3–6, 7–5  | Larisa Savchenko-Neiland Andrei Olhovskiy | Jim Courier Magnus Larsson           | Pete Sampras Andrei Medvedev Goran Ivanišević Hendrik Dreekmann |

### Junio
| Semana                 | Torneo                                                                                             | Campeones                                         | Finalistas                      | Semifinalistas                  | Cuartos de final                                                       |
| ---------------------- | -------------------------------------------------------------------------------------------------- | ------------------------------------------------- | ------------------------------- | ------------------------------- | ---------------------------------------------------------------------- |
| 6 de junio             | Ordina Open Rosmalen, Países Bajos Series Mundiales 288,750$ Hierba                                | Richard Krajicek 6–3, 6–4                         | Karsten Braasch                 | Henri Leconte David Adams       | Alex Antonitsch Simon Youl Wally Masur Jacco Eltingh                   |
| 6 de junio             | Ordina Open Rosmalen, Países Bajos Series Mundiales 288,750$ Hierba                                | Stephen Noteboom Fernon Wibier 6–3, 1–6, 7–6      | Diego Nargiso Peter Nyborg      | Henri Leconte David Adams       | Alex Antonitsch Simon Youl Wally Masur Jacco Eltingh                   |
| 6 de junio             | Torneo Internazionali "Citta di Firenze" Florencia, Italia Series Mundiales 288,750$ Tierra batida | Marcelo Filippini 3–6, 6–3, 6–3                   | Richard Fromberg                | Paolo Canè Bernd Karbacher      | Marc-Kevin Goellner Horacio de la Peña Gabriel Markus Francisco Clavet |
| 6 de junio             | Torneo Internazionali "Citta di Firenze" Florencia, Italia Series Mundiales 288,750$ Tierra batida | Jon Ireland Kenny Thorne 7–6, 6–3                 | Neil Broad Greg Van Emburgh     | Paolo Canè Bernd Karbacher      | Marc-Kevin Goellner Horacio de la Peña Gabriel Markus Francisco Clavet |
| 6 de junio             | Stella Artois Championships Londres, Gran Bretaña Series Mundiales ATP 600,000$ Hierba             | Todd Martin 7–6(7–4), 7–6(7–4)                    | Pete Sampras                    | Jan Apell Christo van Rensburg  | Wayne Ferreira Jeremy Bates Stefan Edberg Jamie Morgan                 |
| 6 de junio             | Stella Artois Championships Londres, Gran Bretaña Series Mundiales ATP 600,000$ Hierba             | Jan Apell Jonas Björkman 3–6, 7–6, 6–4            | Todd Woodbridge Mark Woodforde  | Jan Apell Christo van Rensburg  | Wayne Ferreira Jeremy Bates Stefan Edberg Jamie Morgan                 |
| 13 de junio            | Hypo Group Tennis International St. Poelten, Austria Series Mundiales $300,000 Tierra batida       | Thomas Muster 4–6, 6–2, 6–4                       | Tomás Carbonell                 | Francisco Roig Slava Doseděl    | Wolfgang Schranz Karol Kučera Francisco Clavet Gilad Bloom             |
| 13 de junio            | Hypo Group Tennis International St. Poelten, Austria Series Mundiales $300,000 Tierra batida       | Vojtěch Flégl Andrew Florent 3–6, 6–1, 6–4        | Adam Malik Jeff Tarango         | Francisco Roig Slava Doseděl    | Wolfgang Schranz Karol Kučera Francisco Clavet Gilad Bloom             |
| 13 de junio            | Abierto Gerry Weber Halle, Almania Series Mundiales 290,000$ Hierba                                | Michael Stich 6–4, 4–6, 6–3                       | Magnus Larsson                  | Wally Masur Yevgeny Kafelnikov  | Henri Leconte Jakob Hlasek Jim Courier Marc-Kevin Goellner             |
| 13 de junio            | Abierto Gerry Weber Halle, Almania Series Mundiales 290,000$ Hierba                                | Olivier Delaître Guy Forget 6–4, 6–7, 6–4         | Henri Leconte Gary Muller       | Wally Masur Yevgeny Kafelnikov  | Henri Leconte Jakob Hlasek Jim Courier Marc-Kevin Goellner             |
| 13 de junio            | Abierto de Manchester Manchester, Gran Bretaña Series Mundiales ATP 303 000$ Hierba                | Patrick Rafter 7–6(7–5), 7–6(7–4)                 | Wayne Ferreira                  | Jason Stoltenberg Karel Nováček | Greg Rusedski Alex O'Brien Mark Petchey Jacco Eltingh                  |
| 13 de junio            | Abierto de Manchester Manchester, Gran Bretaña Series Mundiales ATP 303 000$ Hierba                | Rick Leach Danie Visser 6–4, 4–6, 7–6             | Scott Davis Trevor Kronemann    | Jason Stoltenberg Karel Nováček | Greg Rusedski Alex O'Brien Mark Petchey Jacco Eltingh                  |
| 20 de junio 3 de julio | Torneo de Wimbledon Londres, Gran Bretaña Grand Slam 3,920,625$ Hierba                             | Pete Sampras 7–6(7–2), 7–6(7–5), 6–0              | Goran Ivanišević                | Todd Martin Boris Becker        | Michael Chang Wayne Ferreira Guy Forget Christian Bergström            |
| 20 de junio 3 de julio | Torneo de Wimbledon Londres, Gran Bretaña Grand Slam 3,920,625$ Hierba                             | Todd Woodbridge Mark Woodforde 7–6(7–3), 6–3, 6–1 | Grant Connell Patrick Galbraith | Todd Martin Boris Becker        | Michael Chang Wayne Ferreira Guy Forget Christian Bergström            |
| 20 de junio 3 de julio | Torneo de Wimbledon Londres, Gran Bretaña Grand Slam 3,920,625$ Hierba                             | Helena Suková Todd Woodbridge 3–6, 7–5, 6–3       | Lori McNeil T. J. Middleton     | Todd Martin Boris Becker        | Michael Chang Wayne Ferreira Guy Forget Christian Bergström            |

### Julio
| Semana      | Torneo | Campeones                                                                             | Finalistas                                                                    | Semifinalistas                          | Cuartos de final                                                 |
| ----------- | --- | ------------------------------------------------------------------------------------- | ----------------------------------------------------------------------------- | --------------------------------------- | ---------------------------------------------------------------- |
| 4 de julio  | Abierto Investor de Båstad Bastad, Suecia Series Mundiales ATP 288,750$ Tierra Batida                                                 | Bernd Karbacher 6–4, 6–3                                                              | Horst Skoff                                                                   | Richard Fromberg Jean-Philippe Fleurian | Jan Apell Daniel Orsanic Tomás Carbonell Andrei Chesnokov        |
| 4 de julio  | Abierto Investor de Båstad Bastad, Suecia Series Mundiales ATP 288,750$ Tierra Batida                                                 | Jan Apell Jonas Björkman 6–2, 6–3                                                     | Nicklas Kulti Mikael Tillström                                                | Richard Fromberg Jean-Philippe Fleurian | Jan Apell Daniel Orsanic Tomás Carbonell Andrei Chesnokov        |
| 4 de julio  | Abierto RADO Gstaad, Suiza Series Mundiales ATP 450,000$ Tierra Batida                                                                | Sergi Bruguera 3–6, 7–5, 6–2, 6–1                                                     | Guy Forget                                                                    | Andrea Gaudenzi Yevgeny Kafelnikov      | Emilio Sánchez Vicario Marcelo Ríos Thomas Muster Arnaud Boetsch |
| 4 de julio  | Abierto RADO Gstaad, Suiza Series Mundiales ATP 450,000$ Tierra Batida                                                                | Sergio Casal Emilio Sánchez Vicario 7–6, 6–4                                          | Menno Oosting Daniel Vacek                                                    | Andrea Gaudenzi Yevgeny Kafelnikov      | Emilio Sánchez Vicario Marcelo Ríos Thomas Muster Arnaud Boetsch |
| 4 de julio  | Miller Lite Hall of Fame Championships Newport, Estados Unidos Series Mundiales ATP 215,000$ Hierba                                   | David Wheaton 6–4, 3–6, 7–6(7–5)                                                      | Todd Woodbridge                                                               | Mark Petchey Byron Black                | David Witt David Prinosil Mark Kaplan Jason Stoltenberg          |
| 4 de julio  | Miller Lite Hall of Fame Championships Newport, Estados Unidos Series Mundiales ATP 215,000$ Hierba                                   | Alex Antonitsch Greg Rusedski 6–4, 3–6, 6–4                                           | Kent Kinnear David Wheaton                                                    | Mark Petchey Byron Black                | David Witt David Prinosil Mark Kaplan Jason Stoltenberg          |
| 11 de julio | Cuartos de Copa Davis Rotterdam, Países Bajos – Dura Cannes, Francia – Dura San Petersburgo, Rusia – Moqueta Halle, Alemania – Hierba | Ganadores cuartos de final Estados Unidos 3–2 · Suecia 3–2 · Rusia 3–2 · Alemania 3–2 | Perdedores Cuartos de final Países Bajos · Francia · República Checa · España |                                         |                                                                  |
| 18 de julio | Mercedes Cup Stuttgart, Alemania ATP Championship Series 915 000$ Tierra Batida                                                       | Alberto Berasategui 7–5, 6–3, 7–6(7–5)                                                | Andrea Gaudenzi                                                               | Andrei Chesnokov Bernd Karbacher        | Michael Stich Thomas Muster Yevgeny Kafelnikov Lars Jönsson      |
| 18 de julio | Mercedes Cup Stuttgart, Alemania ATP Championship Series 915 000$ Tierra Batida                                                       | Scott Melville Piet Norval 7–6, 7–5                                                   | Jacco Eltingh Paul Haarhuis                                                   | Andrei Chesnokov Bernd Karbacher        | Michael Stich Thomas Muster Yevgeny Kafelnikov Lars Jönsson      |
| 18 de julio | Legg Mason Tennis Classic Washington D.C., Estados Unidos Championship Series 525,000$ Dura                                           | Stefan Edberg 6–4, 6–2                                                                | Jason Stoltenberg                                                             | David Wheaton Byron Black               | Michael Tebbutt Brett Steven Thomas Enqvist Aaron Krickstein     |
| 18 de julio | Legg Mason Tennis Classic Washington D.C., Estados Unidos Championship Series 525,000$ Dura                                           | Grant Connell Patrick Galbraith 6–4, 4–6, 6–3                                         | Jonas Björkman Jakob Hlasek                                                   | David Wheaton Byron Black               | Michael Tebbutt Brett Steven Thomas Enqvist Aaron Krickstein     |
| 25 de julio | Matinée Ltd. Canadian Open Toronto, Canadá ATP Championship Series de una semana $1,470,000 Dura                                      | Andre Agassi 6–4, 6–4                                                                 | Jason Stoltenberg                                                             | Wayne Ferreira Jim Courier              | Sergi Bruguera MaliVai Washington Thomas Enqvist Richey Reneberg |
| 25 de julio | Matinée Ltd. Canadian Open Toronto, Canadá ATP Championship Series de una semana $1,470,000 Dura                                      | Byron Black Jonathan Stark 7–6, 7–6                                                   | Patrick McEnroe Jared Palmer                                                  | Wayne Ferreira Jim Courier              | Sergi Bruguera MaliVai Washington Thomas Enqvist Richey Reneberg |
| 25 de julio | Abierto de Países Bajos Hilversum, Países Bajos Series Mundiales 275,000$ Tierra batida                                               | Karel Nováček 7–6, 6–4, 7–6(9–7)                                                      | Richard Fromberg                                                              | Alberto Berasategui Marcelo Ríos        | Renzo Furlan Slava Doseděl Guy Forget Gilbert Schaller           |
| 25 de julio | Abierto de Países Bajos Hilversum, Países Bajos Series Mundiales 275,000$ Tierra batida                                               | Daniel Orsanic Jan Siemerink 6–4, 6–2                                                 | David Adams Andrei Olhovskiy                                                  | Alberto Berasategui Marcelo Ríos        | Renzo Furlan Slava Doseděl Guy Forget Gilbert Schaller           |

### Agosto
| Semana                        | Torneo | Campeones                                    | Finalistas                          | Semifinalistas                          | Cuartos de final                                                         |
| ----------------------------- | --- | -------------------------------------------- | ----------------------------------- | --------------------------------------- | ------------------------------------------------------------------------ |
| 1 de agosto                   | Infiniti Open Los Ángeles, Estados Unidos Series Mundiales ATP 288,750$ Dura                                        | Boris Becker 6–2, 6–2                        | Mark Woodforde                      | Richard Krajicek Jason Stoltenberg      | Jared Palmer Jan Apell Andre Agassi Karsten Braasch                      |
| 1 de agosto                   | Infiniti Open Los Ángeles, Estados Unidos Series Mundiales ATP 288,750$ Dura                                        | John Fitzgerald Mark Woodforde 4–6, 6–2, 6–0 | Scott Davis Brian MacPhie           | Richard Krajicek Jason Stoltenberg      | Jared Palmer Jan Apell Andre Agassi Karsten Braasch                      |
| 1 de agosto                   | Generali Open Kitzbühel, Austria Series Mundiales 375,000$ Tierra Batida                                            | Goran Ivanišević 6–2, 4–6, 4–6, 6–3, 6–2     | Fabrice Santoro                     | Tomás Carbonell Thomas Muster           | Fernando Meligeni Javier Sánchez Vicario Gilbert Schaller Oliver Gross   |
| 1 de agosto                   | Generali Open Kitzbühel, Austria Series Mundiales 375,000$ Tierra Batida                                            | David Adams Andrei Olhovskiy 6–7, 6–3, 7–5   | Sergio Casal Emilio Sánchez Vicario | Tomás Carbonell Thomas Muster           | Fernando Meligeni Javier Sánchez Vicario Gilbert Schaller Oliver Gross   |
| 1 de agosto                   | Skoda Czech Open Praga, República Checa ATP Series Mundiales 340,000$ Tierra Batida                                 | Sergi Bruguera 6–3, 6–4                      | Andrei Medvedev                     | Albert Costa Slava Doseděl              | Karel Nováček Andrei Chesnokov Àlex Corretja Óscar Martínez              |
| 1 de agosto                   | Skoda Czech Open Praga, República Checa ATP Series Mundiales 340,000$ Tierra Batida                                 | Karel Nováček Mats Wilander Ret.             | Tomáš Krupa Pavel Vízner            | Albert Costa Slava Doseděl              | Karel Nováček Andrei Chesnokov Àlex Corretja Óscar Martínez              |
| 8 de agosto                   | Thriftway ATP Championships Mason, EE. UU. ATP Super 9 1,470,000$ Dura                                              | Michael Chang 6–2, 7–5                       | Stefan Edberg                       | David Wheaton Michael Stich             | Jim Courier Jason Stoltenberg Alex O'Brien Amos Mansdorf                 |
| 8 de agosto                   | Thriftway ATP Championships Mason, EE. UU. ATP Super 9 1,470,000$ Dura                                              | Alex O'Brien Sandon Stolle 6–7, 6–3, 6–2     | Wayne Ferreira Mark Kratzmann       | David Wheaton Michael Stich             | Jim Courier Jason Stoltenberg Alex O'Brien Amos Mansdorf                 |
| 8 de agosto                   | Internazionali di Tennis di San Marino Ciudad de San Marino, San Marino Series Mundiales ATP 275,000$ Tierra Batida | Carlos Costa 6–1, 6–3                        | Oliver Gross                        | Marcelo Filippini Christophe Van Garsse | Alberto Berasategui Lars Jönsson Renzo Furlan Álex López Morón           |
| 8 de agosto                   | Internazionali di Tennis di San Marino Ciudad de San Marino, San Marino Series Mundiales ATP 275,000$ Tierra Batida | Neil Broad Greg Van Emburgh 6–4, 7–6         | Jordi Arrese Renzo Furlan           | Marcelo Filippini Christophe Van Garsse | Alberto Berasategui Lars Jönsson Renzo Furlan Álex López Morón           |
| 15 de agosto                  | RCA Championships Indianápolis, Estados Unidos Championship Series 915 000$ Dura                                    | Wayne Ferreira 6–2, 6–1                      | Olivier Delaître                    | Àlex Corretja Bernd Karbacher           | Thomas Enqvist Stefan Edberg Jonathan Stark Richey Reneberg              |
| 15 de agosto                  | RCA Championships Indianápolis, Estados Unidos Championship Series 915 000$ Dura                                    | Todd Woodbridge Mark Woodforde 6–3, 6–4      | Jim Grabb Richey Reneberg           | Àlex Corretja Bernd Karbacher           | Thomas Enqvist Stefan Edberg Jonathan Stark Richey Reneberg              |
| 15 de agosto                  | Volvo International New Haven, EE. UU. ATP Championship Series 915 000$ Dura                                        | Boris Becker 6–3, 7–5                        | Marc Rosset                         | Michael Stich Yevgeny Kafelnikov        | Patrick Rafter MaliVai Washington Marc-Kevin Goellner Andrei Medvedev    |
| 15 de agosto                  | Volvo International New Haven, EE. UU. ATP Championship Series 915 000$ Dura                                        | Grant Connell Patrick Galbraith 6–4, 7–6     | Jacco Eltingh Paul Haarhuis         | Michael Stich Yevgeny Kafelnikov        | Patrick Rafter MaliVai Washington Marc-Kevin Goellner Andrei Medvedev    |
| 22 de agosto                  | Waldbaum's Hamlet Cup Long Island, EE. UU. Series Mundiales 288,750$ Dura                                           | Yevgeny Kafelnikov 5–7, 6–1, 6–2             | Cédric Pioline                      | Richey Reneberg Renzo Furlan            | Karel Nováček Michael Chang Todd Martin MaliVai Washington               |
| 22 de agosto                  | Waldbaum's Hamlet Cup Long Island, EE. UU. Series Mundiales 288,750$ Dura                                           | Olivier Delaître Guy Forget 6–4, 7–6         | Andrew Florent Mark Petchey         | Richey Reneberg Renzo Furlan            | Karel Nováček Michael Chang Todd Martin MaliVai Washington               |
| 22 de agosto                  | OTB International Schenectady, Nueva York, USA Series Mundiales 288,750$ Dura                                       | Jacco Eltingh 6–3, 6–4                       | Chuck Adams                         | Jonas Björkman Jörn Renzenbrink         | Younes El Aynaoui Thomas Enqvist Marc-Kevin Goellner Jan Apell           |
| 22 de agosto                  | OTB International Schenectady, Nueva York, USA Series Mundiales 288,750$ Dura                                       | Jan Apell Jonas Björkman 6–4, 7–6            | Jacco Eltingh Paul Haarhuis         | Jonas Björkman Jörn Renzenbrink         | Younes El Aynaoui Thomas Enqvist Marc-Kevin Goellner Jan Apell           |
| 22 de agosto                  | Campeonato Internacional de Croacia Umag, Croacia Series Mundiales ATP 375 000$ Tierra Batida                       | Alberto Berasategui 6–2, 6–4                 | Karol Kučera                        | Jordi Arrese Horst Skoff                | Gabriel Markus Hernán Gumy Emilio Benfele Álvarez Emilio Sánchez Vicario |
| 22 de agosto                  | Campeonato Internacional de Croacia Umag, Croacia Series Mundiales ATP 375 000$ Tierra Batida                       | Diego Pérez Francisco Roig 6–2, 6–4          | Karol Kučera Paul Wekesa            | Jordi Arrese Horst Skoff                | Gabriel Markus Hernán Gumy Emilio Benfele Álvarez Emilio Sánchez Vicario |
| 29 de agosto 11 de septiembre | Abierto de Estados Unidos Flushing, New York, Estados Unidos Grand Slam 4,100,800$ Dura                             | Andre Agassi 6–1, 7–6(7–5), 7–5              | Michael Stich                       | Karel Nováček Todd Martin               | Jaime Yzaga Jonas Björkman Thomas Muster Bernd Karbacher                 |
| 29 de agosto 11 de septiembre | Abierto de Estados Unidos Flushing, New York, Estados Unidos Grand Slam 4,100,800$ Dura                             | Jacco Eltingh Paul Haarhuis 6–3, 7–6         | Todd Woodbridge Mark Woodforde      | Karel Nováček Todd Martin               | Jaime Yzaga Jonas Björkman Thomas Muster Bernd Karbacher                 |
| 29 de agosto 11 de septiembre | Abierto de Estados Unidos Flushing, New York, Estados Unidos Grand Slam 4,100,800$ Dura                             | Elna Reinach Patrick Galbraith 6–2, 6–4      | Jana Novotná Todd Woodbridge        | Karel Nováček Todd Martin               | Jaime Yzaga Jonas Björkman Thomas Muster Bernd Karbacher                 |

### Septiembre
| Semana           | Torneo                                                                                       | Campeones                                        | Finalistas                                           | Semifinalistas                       | Cuartos de final                                                 |
| ---------------- | -------------------------------------------------------------------------------------------- | ------------------------------------------------ | ---------------------------------------------------- | ------------------------------------ | ---------------------------------------------------------------- |
| 12 de septiembre | Grand Prix Passing Shot Burdeos, Francia Series Mundailes 375,000$ Tierra batida             | Wayne Ferreira 6–0, 7–5                          | Jeff Tarango                                         | Marc Rosset Guy Forget               | Guillaume Raoux Fabrice Santoro Cédric Pioline Olivier Delaître  |
| 12 de septiembre | Grand Prix Passing Shot Burdeos, Francia Series Mundailes 375,000$ Tierra batida             | Olivier Delaître Guy Forget 6–2, 2–6, 7–5        | Diego Nargiso Guillaume Raoux                        | Marc Rosset Guy Forget               | Guillaume Raoux Fabrice Santoro Cédric Pioline Olivier Delaître  |
| 12 de septiembre | Abierto de Bogotá Bogotá, Colombia Series Mundiales 288,750$ Tierra batida                   | Nicolás Pereira 6–3, 3–6, 6–4                    | Mauricio Hadad                                       | Karel Nováček Miguel Tobón           | Fernando Meligeni Daniel Nestor Sergio Cortés Christian Miniussi |
| 12 de septiembre | Abierto de Bogotá Bogotá, Colombia Series Mundiales 288,750$ Tierra batida                   | Mark Knowles Daniel Nestor 6–4, 7–6              | Luke Jensen Murphy Jensen                            | Karel Nováček Miguel Tobón           | Fernando Meligeni Daniel Nestor Sergio Cortés Christian Miniussi |
| 12 de septiembre | Abierto de Rumanía Bucarest, Rumanía Series Mundiales ATP 525,000$ Tierra Batida             | Franco Davín 6–2, 6–4                            | Goran Ivanišević                                     | Renzo Furlan Albert Costa            | Àlex Corretja Thomas Muster Marcos Aurelio Gorriz Karol Kučera   |
| 12 de septiembre | Abierto de Rumanía Bucarest, Rumanía Series Mundiales ATP 525,000$ Tierra Batida             | Wayne Arthurs Simon Youl 6–4, 6–4                | Jordi Arrese José Antonio Conde                      | Renzo Furlan Albert Costa            | Àlex Corretja Thomas Muster Marcos Aurelio Gorriz Karol Kučera   |
| 18 de septiembre | Copa Davis Semifinales Gotemburgo, Suecia – Moqueta Hamburgo, Alemania – Dura                | Ganadores de la semifinal Suecia 3–2 · Rusia 4–1 | Perdedores de la semifinal Estados Unidos · Alemania |                                      |                                                                  |
| 26 de septiembre | Davidoff Swiss Indoors Basilea, Suiza Series Mundiales ATP 775,000$ Dura                     | Wayne Ferreira 4–6, 6–2, 7–6(9–7), 6–3           | Patrick McEnroe                                      | Cristiano Caratti Guy Forget         | Michael Stich Lionel Roux Marc Rosset Jared Palmer               |
| 26 de septiembre | Patrick McEnroe Jared Palmer 6–3, 7–6                                                        | Lan Bale John-Laffnie de Jager                   |                                                      | Cristiano Caratti Guy Forget         | Michael Stich Lionel Roux Marc Rosset Jared Palmer               |
| 26 de septiembre | Campionati Internazionali di Sicilia Palermo, Italia Series Mundiales 290,000$ Tierra batida | Alberto Berasategui 2–6, 7–6(8–6), 6–4           | Àlex Corretja                                        | Slava Doseděl Emilio Sánchez Vicario | Oliver Gross Francisco Clavet Jordi Arrese Gilbert Schaller      |
| 26 de septiembre | Campionati Internazionali di Sicilia Palermo, Italia Series Mundiales 290,000$ Tierra batida | Tom Kempers Jack Waite 7–6, 6–4                  | Neil Broad Greg Van Emburgh                          | Slava Doseděl Emilio Sánchez Vicario | Oliver Gross Francisco Clavet Jordi Arrese Gilbert Schaller      |
| 26 de septiembre | Salem Open Kuala Lumpur Kuala Lumpur, Malasia Series Mundiales 375,000$ Moqueta              | Jacco Eltingh 7–6(7–1), 2–6, 6–4                 | Andrei Olhovskiy                                     | Alexander Mronz Todd Woodbridge      | Shuzo Matsuoka Gianluca Pozzi Leander Paes Adam Malik            |
| 26 de septiembre | Salem Open Kuala Lumpur Kuala Lumpur, Malasia Series Mundiales 375,000$ Moqueta              | Jacco Eltingh Paul Haarhuis 6–0, 7–5             | Nicklas Kulti Lars-Anders Wahlgren                   | Alexander Mronz Todd Woodbridge      | Shuzo Matsuoka Gianluca Pozzi Leander Paes Adam Malik            |

### Octubre
| Semana        | Torneo                                                                                         | Campeones                                      | Finalistas                          | Semifinalistas                     | Cuartos de final                                                    |
| ------------- | ---------------------------------------------------------------------------------------------- | ---------------------------------------------- | ----------------------------------- | ---------------------------------- | ------------------------------------------------------------------- |
| 3 de octubre  | Internacional de Atenas Atenas, Greca Series Mundiales 188,750$ Tierra batida                  | Alberto Berasategui 4–6, 7–6(7–4), 6–3         | Óscar Martínez                      | Francisco Clavet Àlex Corretja     | Marcos Ondruska Javier Sánchez Vicario Carsten Arriens Jordi Arrese |
| 3 de octubre  | Internacional de Atenas Atenas, Greca Series Mundiales 188,750$ Tierra batida                  | Luis Lobo Javier Sánchez Vicario 5–7, 6–1, 6–4 | Cristian Brandi Federico Mordegan   | Francisco Clavet Àlex Corretja     | Marcos Ondruska Javier Sánchez Vicario Carsten Arriens Jordi Arrese |
| 3 de octubre  | Gran Premio de Tenis de Toulousse Toulousse, Francia Series Mundiales ATP 375,000$ Moqueta     | Magnus Larsson 6–1, 6–3                        | Jared Palmer                        | Andrei Chesnokov Bernd Karbacher   | Guy Forget Cédric Pioline Arnaud Boetsch Olivier Delaître           |
| 3 de octubre  | Gran Premio de Tenis de Toulousse Toulousse, Francia Series Mundiales ATP 375,000$ Moqueta     | Menno Oosting Daniel Vacek 7–6, 6–7, 6–3       | Patrick McEnroe Jared Palmer        | Andrei Chesnokov Bernd Karbacher   | Guy Forget Cédric Pioline Arnaud Boetsch Olivier Delaître           |
| 3 de octubre  | Australian Indoor Tennis Championships Sydney, Australia ATP Championship Series 895,000$ Dura | Richard Krajicek 7–6(7–5), 7–6(9–7), 2–6, 6–3  | Boris Becker                        | Patrick Rafter Mark Woodforde      | Jeff Tarango Aaron Krickstein Nicklas Kulti Jonathan Stark          |
| 3 de octubre  | Australian Indoor Tennis Championships Sydney, Australia ATP Championship Series 895,000$ Dura | Jacco Eltingh Paul Haarhuis 6–4, 7–6           | Byron Black Jonathan Stark          | Patrick Rafter Mark Woodforde      | Jeff Tarango Aaron Krickstein Nicklas Kulti Jonathan Stark          |
| 10 de octubre | Tokyo Indoor Toquio, Japón ATP Championship Series 895,000$ Moqueta                            | Goran Ivanišević 6–4, 6–4                      | Michael Chang                       | Stefan Edberg Jacco Eltingh        | Richard Krajicek Brett Steven Todd Martin Jonathan Stark            |
| 10 de octubre | Tokyo Indoor Toquio, Japón ATP Championship Series 895,000$ Moqueta                            | Grant Connell Patrick Galbraith 6–3, 3–6, 6–4  | Byron Black Jonathan Stark          | Stefan Edberg Jacco Eltingh        | Richard Krajicek Brett Steven Todd Martin Jonathan Stark            |
| 10 de octubre | Torneo de Tel Aviv Tel Aviv, Israel Series Mundiales 250,000$ Dura                             | Wayne Ferreira 7–6(7–4), 6–3                   | Amos Mansdorf                       | Thomas Muster Fabrice Santoro      | Jonas Björkman Luiz Mattar Andrei Cherkasov Marcos Ondruska         |
| 10 de octubre | Torneo de Tel Aviv Tel Aviv, Israel Series Mundiales 250,000$ Dura                             | Lan Bale John-Laffnie de Jager 6–7, 6–2, 7–6   | Jan Apell Jonas Björkman            | Thomas Muster Fabrice Santoro      | Jonas Björkman Luiz Mattar Andrei Cherkasov Marcos Ondruska         |
| 10 de octubre | IPB Czech Indoor Ostrava, República Checa Series Mundiales 290,000$ Dura                       | MaliVai Washington 4–6, 6–3, 6–3               | Arnaud Boetsch                      | Martin Damm Diego Nargiso          | Jeremy Bates Kenneth Carlsen Jonas Svensson Jan Siemerink           |
| 10 de octubre | IPB Czech Indoor Ostrava, República Checa Series Mundiales 290,000$ Dura                       | Martin Damm Karel Nováček 6–4, 1–6, 6–3        | Gary Muller Piet Norval             | Martin Damm Diego Nargiso          | Jeremy Bates Kenneth Carlsen Jonas Svensson Jan Siemerink           |
| 17 de octubre | Grand Prix de Tennis de Lyon Lyon, Francia Series Mundiales 575,000$ Moqueta                   | Marc Rosset 6–4, 7–6(7–2)                      | Jim Courier                         | Andrei Medvedev Andrei Chesnokov   | Patrick Rafter Wayne Ferreira Lionel Roux Yevgeny Kafelnikov        |
| 17 de octubre | Grand Prix de Tennis de Lyon Lyon, Francia Series Mundiales 575,000$ Moqueta                   | Jakob Hlasek Yevgeny Kafelnikov 6–7, 7–6, 7–6  | Martin Damm Patrick Rafter          | Andrei Medvedev Andrei Chesnokov   | Patrick Rafter Wayne Ferreira Lionel Roux Yevgeny Kafelnikov        |
| 17 de octubre | CA-TennisTrophy Viena, Austria ATP Championship Series 375,000$ Moqueta                        | Andre Agassi 7–6(7–4), 4–6, 6–2, 6–3           | Michael Stich                       | Goran Ivanišević Thomas Muster     | Arne Thoms Andrea Gaudenzi Petr Korda Jan Siemerink                 |
| 17 de octubre | CA-TennisTrophy Viena, Austria ATP Championship Series 375,000$ Moqueta                        | Mike Bauer David Rikl 7–6, 6–4                 | Alex Antonitsch Greg Rusedski       | Goran Ivanišević Thomas Muster     | Arne Thoms Andrea Gaudenzi Petr Korda Jan Siemerink                 |
| 17 de octubre | Nokia Open Pekín, China Series Mundiales 295,000$ Moqueta                                      | Michael Chang 7–5, 7–5                         | Anders Järryd                       | Brett Steven David Adams           | Alexander Mronz Andrei Olhovskiy Tomas Nydahl Albert Chang          |
| 17 de octubre | Nokia Open Pekín, China Series Mundiales 295,000$ Moqueta                                      | Tommy Ho Kent Kinnear 7–6, 6–3                 | David Adams Andrei Olhovskiy        | Brett Steven David Adams           | Alexander Mronz Andrei Olhovskiy Tomas Nydahl Albert Chang          |
| 24 de octubre | Abierto de Estocolmo Estocolmo, Suecia Series Mundiales ATP 1,470,000$ Dura (i)                | Boris Becker 4–6, 6–4, 6–3, 7–6(7–4)           | Goran Ivanišević                    | Pete Sampras Yevgeny Kafelnikov    | Magnus Larsson Michael Stich Sergi Bruguera Andre Agassi            |
| 24 de octubre | Abierto de Estocolmo Estocolmo, Suecia Series Mundiales ATP 1,470,000$ Dura (i)                | Todd Woodbridge Mark Woodforde 6–3, 6–4        | Jan Apell Jonas Björkman            | Pete Sampras Yevgeny Kafelnikov    | Magnus Larsson Michael Stich Sergi Bruguera Andre Agassi            |
| 24 de octubre | Hellmann's Cup Santiago, Chile Series Mundiales 188,750$ Tierra batida                         | Alberto Berasategui 6–3, 6–4                   | Francisco Clavet                    | Slava Doseděl Àlex Corretja        | Javier Frana Jordi Arrese Fernando Meligeni Franco Davín            |
| 24 de octubre | Hellmann's Cup Santiago, Chile Series Mundiales 188,750$ Tierra batida                         | Karel Nováček Mats Wilander 4–6, 7–6, 7–6      | Tomás Carbonell Francisco Roig      | Slava Doseděl Àlex Corretja        | Javier Frana Jordi Arrese Fernando Meligeni Franco Davín            |
| 31 de octubre | Masters de París París, Francia ATP Championship Series de una semana 2,000,000$ Moqueta       | Andre Agassi 6–3, 6–3, 4–6, 7–5                | Marc Rosset                         | Sergi Bruguera Michael Chang       | Pete Sampras Petr Korda Boris Becker Goran Ivanišević               |
| 31 de octubre | Masters de París París, Francia ATP Championship Series de una semana 2,000,000$ Moqueta       | Jacco Eltingh Paul Haarhuis 3–6, 7–6, 7–5      | Byron Black Jonathan Stark          | Sergi Bruguera Michael Chang       | Pete Sampras Petr Korda Boris Becker Goran Ivanišević               |
| 31 de octubre | Abierto Topper Montevideo, Uruguay Series Mundiales 188,750$ Tierra batida                     | Alberto Berasategui 6–4, 6–0                   | Francisco Clavet                    | Gilbert Schaller Marcelo Filippini | Fabrice Santoro Karel Nováček Gabriel Markus Adrian Voinea          |
| 31 de octubre | Abierto Topper Montevideo, Uruguay Series Mundiales 188,750$ Tierra batida                     | Marcelo Filippini Luiz Mattar 7–6, 6–4         | Sergio Casal Emilio Sánchez Vicario | Gilbert Schaller Marcelo Filippini | Fabrice Santoro Karel Nováček Gabriel Markus Adrian Voinea          |

### Noviembre
| Semana          | Torneo | Campeones                                        | Finalistas                          | Semifinalistas                                                             | Cuartos de final                                                           |
| --------------- | --- | ------------------------------------------------ | ----------------------------------- | -------------------------------------------------------------------------- | -------------------------------------------------------------------------- |
| 7 de noviembre  | Abierto Topper de Sudamérica Buenos Aires, Argentina Series Mundiales 288,750$ Tierra batida               | Àlex Corretja 6–3, 5–7, 7–6(7–5)                 | Javier Frana                        | Francisco Clavet Karel Nováček                                             | Alberto Berasategui Luiz Mattar Slava Doseděl Juan Albert Viloca           |
| 7 de noviembre  | Abierto Topper de Sudamérica Buenos Aires, Argentina Series Mundiales 288,750$ Tierra batida               | Sergio Casal Emilio Sánchez Vicario 6–3, 6–2     | Tomás Carbonell Francisco Roig      | Francisco Clavet Karel Nováček                                             | Alberto Berasategui Luiz Mattar Slava Doseděl Juan Albert Viloca           |
| 7 de noviembre  | Campeonato de la Comunidad Europea Antwerp, Bélgica ATP Series Mundiales 1,100,000$ Moqueta                | Pete Sampras 7–6(7–5), 6–4                       | Magnus Larsson                      | Jared Palmer Olivier Delaître                                              | Byron Black Patrick Rafter Jonas Björkman Sébastien Lareau                 |
| 7 de noviembre  | Campeonato de la Comunidad Europea Antwerp, Bélgica ATP Series Mundiales 1,100,000$ Moqueta                | Jan Apell Jonas Björkman 4–6, 6–1, 6–2           | Hendrik Jan Davids Sébastien Lareau | Jared Palmer Olivier Delaître                                              | Byron Black Patrick Rafter Jonas Björkman Sébastien Lareau                 |
| 7 de noviembre  | Copa Kremlin Moscú, Rusia Series Mundiales 1,100,000$ Dura                                                 | Alexander Volkov 6–2, 6–4                        | Chuck Adams                         | Jacco Eltingh Marc Rosset                                                  | Petr Korda Daniel Vacek Yevgeny Kafelnikov Carl-Uwe Steeb                  |
| 7 de noviembre  | Copa Kremlin Moscú, Rusia Series Mundiales 1,100,000$ Dura                                                 | Jacco Eltingh Paul Haarhuis Ret.                 | David Adams Andrei Olhovskiy        | Jacco Eltingh Marc Rosset                                                  | Petr Korda Daniel Vacek Yevgeny Kafelnikov Carl-Uwe Steeb                  |
| 14 de noviembre | Campeonato Mundial ATP Tour individual Frankfurt, Alemania ATP Tour World Championships 3,000,000$ Moqueta | Pete Sampras 4–6, 6–3, 7–5, 6–4                  | Boris Becker                        | Andre Agassi Sergi Bruguera                                                | Michael Chang Alberto Berasategui Stefan Edberg Goran Ivanišević           |
| 21 de noviembre | Campeonato Mundial ATP Tour de dobles Jakarta, Indonesia ATP Tour World Championships 1,300,000$ Moqueta   | Jan Apell Jonas Björkman 6–4, 4–6, 4–6, 7–6, 7–6 | Todd Woodbridge Mark Woodforde      | Semifinalists David Adams / Andrei Olhovskiy Jacco Eltingh / Paul Haarhuis | Semifinalists David Adams / Andrei Olhovskiy Jacco Eltingh / Paul Haarhuis |
| 28 de noviembre | Copa Davis Final Moscú, Rusia – Tierra batida                                                              | Suecia · 4–1                                     | Rusia                               |                                                                            |                                                                            |

### Diciembre
| Semana         | Torneo                                                                  | Campeones                                   | Finalistas   | Semifinalistas               | Cuartos de final                                       |
| -------------- | ----------------------------------------------------------------------- | ------------------------------------------- | ------------ | ---------------------------- | ------------------------------------------------------ |
| 6 de diciembre | Grand Slam Cup Múnich, Alemania Copa Grand Slam(ITF) 6,000,000$ Moqueta | Magnus Larsson 7–6(8–6), 4–6, 7–6(7–5), 6–4 | Pete Sampras | Goran Ivanišević Todd Martin | Michael Chang Boris Becker Sergi Bruguera Andre Agassi |